# Theophilos von Edessa
Theophilos von Edessa (* 695; † Mitte Juli 785) war ein syrischer Gelehrter. Wenngleich überzeugter Christ, war er am Hof des Kalifen al-Mahdi in Bagdad als Hofastrologe und bedeutender Gelehrter tätig. Theophilos war vielfältig gebildet und verfügte über gute Kenntnisse der griechischen Literatur. Er war anscheinend mit einigen persischen und vielleicht auch indischen astrologischen Schriften vertraut. Theophilos schrieb zahlreiche Werke, unter anderem Übersetzungen griechischer Schriften ins Syrische, astrologische Abhandlungen und eine Chronik, die bis zur Mitte des 8. Jahrhunderts reichte. Seine Tätigkeit deutet auf das lebendige intellektuelle Milieu syrischer Christen auch unter der islamischen Herrschaft hin. Seine Werke wurden von mehreren späteren Autoren herangezogen, doch sind sie nicht vollständig erhalten.
Es ist gesichert, dass seine heute verlorene Chronik vom syrischen Bischof Dionysius von Tell Mahre und anderen Geschichtsschreibern benutzt wurde und eine wichtige Quelle für die Geschichte des 7. und frühen 8. Jahrhunderts im Vorderen Orient war. Sehr wahrscheinlich stand ein Teil ihres Materials – vermittelt durch eine Zwischenquelle – auch dem byzantinischen Chronisten Theophanes zur Verfügung.

## Leben

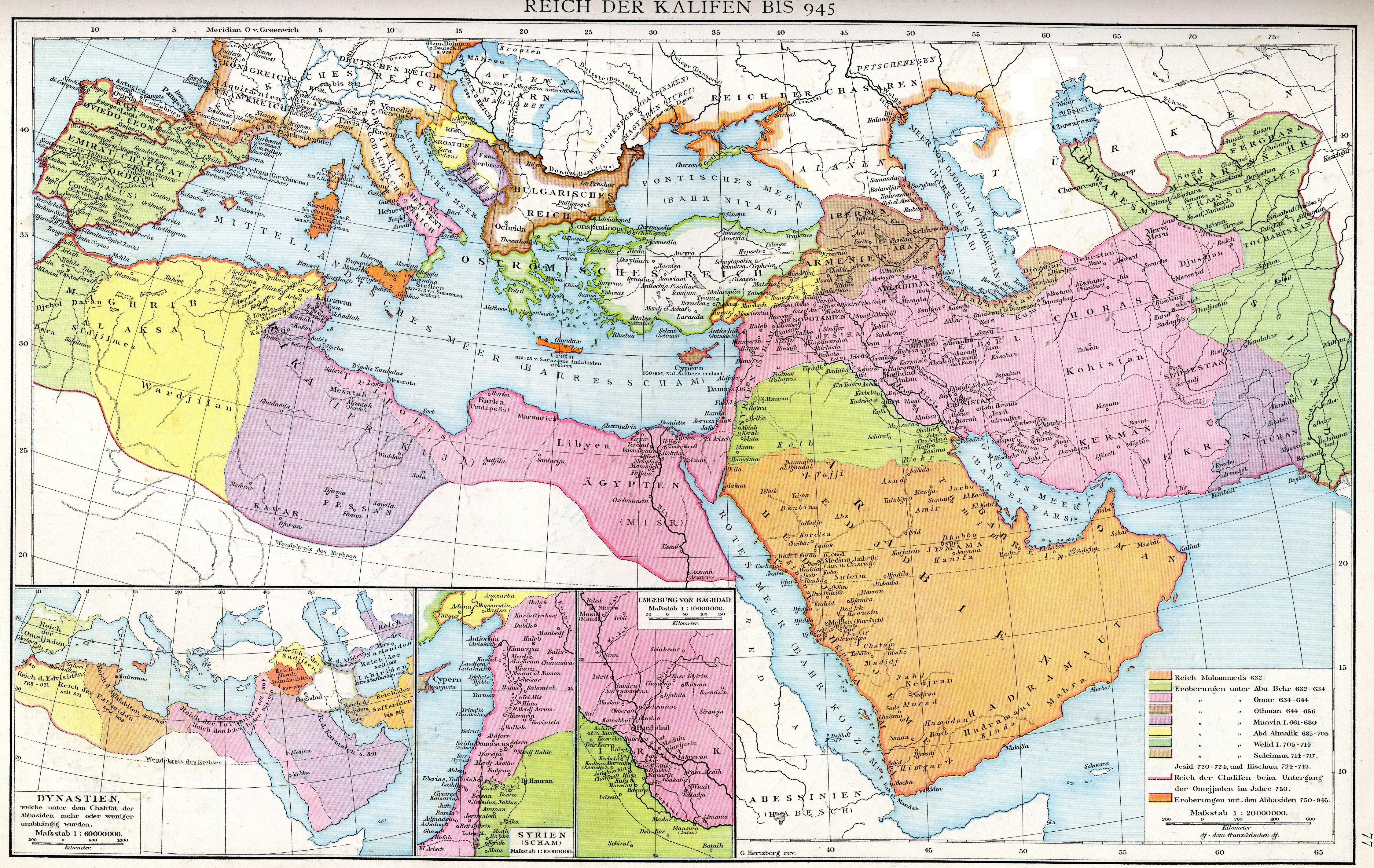
Die islamische Expansion bis 945 (nach Gustav Droysens Handatlas, 1886)

Über das Leben des Theophilos ist nur sehr wenig bekannt. Er war der Sohn eines gewissen Thomas (daher auch die arabische Bezeichnung Thawafil ibn Tuma) und stammte aus der bedeutenden syrischen Stadt Edessa, die im Machtbereich des Kalifats lag. Bereits in den 30er und 40er Jahren des 7. Jahrhunderts hatten die muslimischen Araber die Ostprovinzen des Byzantinischen Reichs erobert und die zweite spätantike Großmacht, das neupersische Sāsānidenreich, sogar zerschlagen. Bis ins frühe 8. Jahrhundert kamen Nordafrika und die Iberische Halbinsel im Westen hinzu, während im Osten die Grenze Indiens erreicht wurde (zu Details siehe Islamische Expansion). Byzanz, das zugleich von Awaren, Slawen und Bulgaren von Norden und Arabern von Südosten und über das Meer bedrängt wurde, zog sich auf dem Balkan an die Küstensäume zurück und verteidigte Kleinasien. 674 bis 678 und noch einmal 717 bis 718 wurde die Hauptstadt Konstantinopel von den Arabern belagert, bevor sich die Lage zwischen dem Reich und dem Kalifat, wo ab Mitte des 8. Jahrhunderts die Abbasiden regierten, stabilisierte.
Die große Mehrheit der Bevölkerung im Vorderen Orient und Nordafrika war zu diesem Zeitpunkt noch immer christlich. Wie viele andere Christen im Kalifenreich scheint sich auch Theophilos mit den politischen Verhältnissen arrangiert zu haben, zumal bereits bei seiner Geburt Byzanz längst die Kontrolle über den syrisch-nordmesopotamischen Raum verloren hatte. Theophilos war ein umfassend gebildeter Gelehrter und sprach neben seiner syrischen Muttersprache fließend Griechisch. Er galt als hervorragender Astronom, womit aber eher seine astrologische Tätigkeit gemeint war. Er war, wie aus seinen Werken hervorgeht, überzeugter Christ; späteren Berichten zufolge soll er Maronit gewesen sein, doch es ist unklar, ob dies zutrifft. Aufgrund seines guten Rufs war er vielleicht bereits in der Zeit al-Mansurs (754–775) am Kalifenhof in Bagdad tätig. Offensichtlich betrachtete Theophilos seine Tätigkeit für einen muslimischen Herrscher nicht als Widerspruch zu seinem persönlichen Glauben, zumal christliche Gelehrte keine Seltenheit am Kalifenhof waren und sogar christliche Bischöfe gute Kontakte zu den muslimischen Behörden pflegten. Unter Kalif al-Mahdi (775–785) wurde Theophilos schließlich Hofastrologe und stand in der besonderen Gunst des Kalifen. Aus einem Brief an seinen Sohn Deukalion, der ursprünglich wohl Noah hieß, geht hervor, dass er den Kalifen sogar auf einem Feldzug in den Osten nach Persien begleitete. Im hohen Alter von 90 Jahren ist Theophilos wohl Mitte Juli 785 verstorben.

## Werke

### Übersetzungen
Theophilos übte eine Übersetzungstätigkeit aus, womit er sich in die schon in der Spätantike beginnende Tradition der Beschäftigung syrischer Gelehrter mit griechischer Kultur und Wissenschaft einordnete. Syrische Werke spielten eine wichtige Rolle bei der Rezeption griechischen Wissens durch die Araber. Die Übersetzungen des Theophilos sind nicht erhalten, sie sind nur durch Erwähnungen bei anderen Autoren bekannt. Theophilos beschäftigte sich demnach unter anderem mit Aristoteles, dessen Sophistische Widerlegungen er ins Syrische übersetzte. Seine syrische Fassung dieser Schrift bildete die Grundlage für eine spätere arabische Übersetzung. Zu den griechischen Werken, die er ins Syrische übertrug, gehörte auch die hygienische Schrift De tuenda sanitate („Über die Bewahrung der Gesundheit“) des berühmten griechischen Arztes Galenos. Galenos scheint bei syrischen Gelehrten in diesem Zeitraum besonderes Interesse erregt zu haben. Der im 9. Jahrhundert tätige christliche arabische Gelehrte und Übersetzer Hunayn ibn Ishaq (Johannitius) urteilte allerdings hart über Theophilos: „Übersetzt hatte dieses Buch ins Syrische Theophilos ar-Ruhawi, und zwar jämmerlich und schlecht.“
Der bedeutende syrische Gelehrte Gregorius Bar-Hebraeus berichtete im 13. Jahrhundert, Theophilos, den er als berühmten Gelehrten beschrieb, habe „die zwei Bücher Homers über die Eroberung der Stadt Ilion“ übersetzt. Demzufolge scheint Theophilos zumindest Teile der Ilias und vielleicht auch der Odyssee ins Syrische übertragen zu haben, doch ist heute nichts davon erhalten. Einige Forscher weisen außerdem darauf hin, dass die Deutung der Angabe von Bar-Hebraeus unklar ist: Hat Theophilos die vollständige Ilias, nur die ersten zwei Gesänge oder vielleicht eine obskure, nur unter Homers Namen zirkulierende Schrift bearbeitet? All dies bleibt offen, zumindest scheint diese Schrift nicht rezipiert worden zu sein.

### Astrologische Werke
Theophilos verdankte viel seinem Ruf als gelehrter Astronom, wenngleich er seine astronomischen Kenntnisse anscheinend in erster Linie für seine astrologische Tätigkeit nutzte. Er verfasste vier astrologische Abhandlungen, von denen ein beachtlicher Teil erhalten geblieben ist. Dazu gehörte eine Abhandlung in 30 Kapiteln über „astrologische Effekte“, die seinem Sohn Deukalion gewidmet war und in der er sich anscheinend unter anderem auf Überlegungen indischer Astrologen stützte. Ein anderes Werk schilderte Regeln, nach denen man unter Berücksichtigung der zwölf astrologischen Häuser handeln sollte; als wichtige Quelle dienten ihm hierbei Dorotheos von Sidon sowie Hephaistion von Theben (4. Jahrhundert). Dieses Werk wurde im 9. Jahrhundert von Gelehrten in Harran rezipiert. Theophilos verfasste außerdem eine Schrift über monatliche und jährliche Voraussagen sowie die unterschiedlichen Definitionen zum Thema Jahresbeginn bei Ägyptern, Griechen, Persern und Arabern.
Besonders beliebt war bei späteren muslimischen Autoren seine vierte und wohl einflussreichste Abhandlung Peri katarchon („Über die Anfänge“) in 41 Kapiteln, von der zwei Fassungen existierten. Diese Schrift war ebenfalls seinem Sohn gewidmet. Sie wurde nach der Gründung Bagdads im Jahr 762 verfasst und behandelte militärisch relevante Vorzeichen. Das Werk war, wie vermutlich alle seine astrologischen Arbeiten, in griechischer Sprache geschrieben. In der Einleitung erklärte Theophilos, man könne den jeweiligen Planeten und der von ihnen ausgehenden Energie bestimmte Eigenschaften zuweisen: So stehe Mars mit dem Krieg in Verbindung, Merkur mit der Rede, Saturn mit der Landwirtschaft und Venus mit der Liebe; allerdings seien ihre Energien vielfältig und würden unterschiedliche Effekte haben. Er selbst habe mehrere Schriften konsultiert und Beobachtungen hinsichtlich der astrologischen Auswirkungen auf militärische Aktionen gemacht, vor allem im Hinblick auf den Beginn von Feldzügen. Es handelt sich um den einzigen bekannten griechischen Text des Mittelalters, der speziell die Nutzung der Astrologie für militärische Zwecke behandelt. Das Werk ist ins Arabische übersetzt worden und war offensichtlich auch in Byzanz bekannt, wo es wohl der byzantinische Hofastrologe Pankratios Ende des 8. Jahrhunderts heranzog.
Nachgewiesen ist, dass Theophilos nicht nur griechische Werke für seine astrologischen Schriften herangezogen hat, sondern auch auf verlorene sāsānidische Quellen zurückgriff. Überlegungen indischer Astrologen, die er vielleicht aus sāsānidischen Zwischenquellen kannte, scheinen ihn ebenfalls beeinflusst zu haben. Theophilos war zwar kein innovativer Autor, aber er fasste Erkenntnisse aus unterschiedlichen Werken zusammen. Seine christlich-theologischen Positionen musste er gegen Angriffe anderer Christen schriftlich rechtfertigen. Dies geschah anscheinend in seinen astrologischen Arbeiten, wo er seine philosophischen Interessen zeigte und sich bemühte, seinen Glauben mit seinen astrologischen Überzeugungen zu harmonisieren.
Die Überlieferungslage der astrologischen Werke des Theophilos ist recht kompliziert. Die Überlieferung zerfällt in drei Hauptzweige. Der erste besteht aus der Handschrift L (Biblioteca Medicea Laurenziana Gr. 28, 34), die um das Jahr 1000 kopiert wurde, und der Handschrift W (Wien, Österreichische Nationalbibliothek, phil. gr. 115) aus dem 13. Jahrhundert. Beide basieren auf einer gemeinsamen, heute verlorenen Vorlage und beinhalten Teile der oben erwähnten Werke. Die zweite Klasse, bestehend aus A (Paris, Bibliothèque nationale de France, suppl. gr. 1241) und Y (Vatikan, Biblioteca Apostolica Vaticana, Vaticanus graecus 212), wurde um 1400 kopiert und beinhaltet einen Index mit einem Teil der militärischen Schrift und des Werks über die Regeln der Lebensführung. Teile von beiden Werken, vor allem der Großteil des militärischen Werks sowie Teile der Schrift zu den astrologischen Effekten, sind auch in der dritten Klasse enthalten, der sehr schlecht erhaltenen Handschrift P (Paris, Bibliothèque nationale de France, gr. 2417) aus dem 13. Jahrhundert.
Theophilos war ein bedeutender astrologischer Gelehrter seiner Zeit, dessen Werke auf diesem Gebiet später noch rezipiert wurden und arabische Autoren beeinflusst haben. Zu seinen Schülern gehörte ein gewisser Stephanos, der aus Persien stammte und später in Konstantinopel wirkte. Stephanos vermittelte in Byzanz wahrscheinlich Überlegungen seines Lehrers.

### Die Chronik des Theophilos

#### Die verlorene Chronik des Theophilos und ihre bekannten Benutzer
Von den Werken des Theophilos ist für die historische Forschung in erster Linie seine Chronik von Interesse, die sehr wahrscheinlich in syrischer Sprache verfasst war. Die Chronik ist zwar nicht erhalten, doch wurde sie offenbar (direkt oder indirekt) von späteren Geschichtsschreibern benutzt, so von Dionysius von Tell Mahre in dessen um 845 entstandenem Geschichtswerk. Auch das Werk des Dionysius ist verloren, doch wird in überlieferten Fragmenten Theophilos als Quelle erwähnt. Dionysius bemerkte dazu, dass er die Teile der Chronik verwende, die ihm zuverlässig erschienen. Doch stellte Theophilos sehr wahrscheinlich seine Hauptquelle bis zur Mitte des 8. Jahrhunderts dar. Vermittelt durch Dionysius diente die Chronik dann Michael Syrus im späten 12. Jahrhundert, der sich auf Dionysius beruft, sowie dem anonymen Autor der Chronik von 1234 als Vorlage. Dies belegen auch diverse teils wörtliche Übereinstimmungen. Im 10. Jahrhundert konsultierte außerdem der christliche Araber Agapios die Chronik; er nennt ausdrücklich Theophilos als wichtige Quelle. Des Weiteren schrieb der bereits erwähnte Bar-Hebraeus über Theophilos und dessen Chronik: „Zu dieser Zeit war Theophilos aus Edessa, Sohn des Thomas, berühmt. […] Er schrieb in Syrisch ein wundervolles Buch über Chronologie, wenngleich er darin die Orthodoxen beschimpfte und anklagte.“

#### Theophanes und die syrischen Chronisten – Theophilos als gemeinsame Quelle
In den 1990er Jahren hat zuerst Lawrence Conrad die These aufgestellt, dass die Chronik des Theophilos nicht nur von den bereits bekannten Autoren benutzt wurde, sondern auch Material daraus in die byzantinische Geschichtsschreibung eingeflossen sei. Die darauf deutenden Hinweise haben sich durch neue Untersuchungen immer stärker verdichtet und werden heute mehrheitlich akzeptiert. Eine zentrale Rolle spielt hierbei die um 815 verfasste Chronik des Theophanes und dessen sogenannte „östliche Quelle“.
Theophanes schrieb im Prinzip die Fortsetzung der bedeutenden byzantinischen Weltchronik seines Freundes Georgios Synkellos. Der gelehrte und sehr belesene Synkellos hatte mehrere Jahre im palästinisch-syrischen Raum gelebt, bevor er nach Konstantinopel kam. Seine Chronik sollte ursprünglich von der Schöpfung bis in seine Gegenwart (frühes 9. Jahrhundert) reichen, doch konnte er das Werk nur bis 284 fertigstellen. Synkellos übergab allerdings Materialien zur nachfolgenden Zeit an Theophanes, der dann die Chronik für die Zeit von 284 bis 813 verfasste, welche die wichtigste byzantinische Quelle für die Zeit ab ca. 640 ist. Cyril Mango und mehrere ihm folgende Forscher gehen davon aus, dass die Chronik des Theophanes weitgehend auf Vorarbeiten des Synkellos beruht.
In der Forschung ist seit langer Zeit bekannt, dass sich Theophanes für das 7. und das frühe 8. Jahrhundert sehr oft auf eine östliche, offensichtlich syrische Quelle (allerdings in griechischer Übersetzung) gestützt haben muss. Diese Annahme wird heute allgemein akzeptiert, denn nur so lassen sich die Übereinstimmungen zwischen Theophanes und den erwähnten syrischen Chronisten erklären. Letztere hatten keinen Zugriff auf Theophanes und sind zudem oft viel ausführlicher als dieser. In den entsprechenden Partien seiner Chronik von ca. 630 bis 750 verfügte Theophanes über weitgehend verlässliche Informationen hinsichtlich der arabischen Eroberungen und der Geschehnisse im Kalifat einschließlich korrekter ethnographischer und topographischer Details. Diese Schilderungen stammen aus einer Quelle, die der vor Theophanes schreibende byzantinische Geschichtsschreiber Nikephoros nicht kannte. Diese östliche Quelle wiederum basiert im Kern auf einem (sehr wahrscheinlich ursprünglich syrischen) Werk, das heute in der Regel mit der Chronik des Theophilos gleichgesetzt wird.
Unsicher ist jedoch, wie genau Theophanes die ursprüngliche Darstellung wiedergibt (siehe unten). Bekannt ist, dass er seine Vorlagen oft kürzte und umstrukturierte, also selektiv mit dem Stoff umging. So verfuhr er auch mit der östlichen Quelle, in der Material des Theophilos verarbeitet war, allerdings kaum in voller Länge. Unklar ist, wie Theophanes an dieses Werk gelangte. Am wahrscheinlichsten ist, dass bereits Synkellos über das besagte Material verfügte. Entweder handelte es sich dabei bereits um eine griechische Übersetzung der Chronik des Theophilos bzw. relevanter Passagen daraus oder aber Synkellos selbst fertigte eine Übersetzung an. Dieses Werk, eben die besagte östliche Quelle, enthielt auch eine Fortsetzung bis etwa 780. Synkellos übergab Theophanes seine Materialsammlung und verschaffte ihm damit eine wertvolle Quelle für die Geschehnisse im Vorderen Orient und speziell im Kalifat, die anderen byzantinischen Geschichtsschreibern nicht zugänglich war. In diesem Sinne kann von einem Wissenstransfer aus dem syrischen Raum, wo auch im 7. und 8. Jahrhundert die griechische Kultur gepflegt wurde, nach Byzanz gesprochen werden: Sehr vieles, was aufgrund der Chronik des Theophanes über die Geschichte des Vorderen Orients in dieser Zeit bekannt ist, verdankt man der Chronik des Theophilos.
In neuerer Zeit hat Maria Conterno versucht zu beweisen, dass die Chronik des Theophilos für den besagten Zeitraum nicht die angenommene Hauptquelle des Theophanes gewesen sei. Textvergleiche legten demnach den Schluss nahe, dass Theophanes mehrere Quellen verarbeitet hat und die Quellenlage somit sehr viel komplexer sei. Dennoch ist nicht klar, wie viel der Darstellung letztlich auf welchem Quellenstrang beruht. Die gemeinsame syrische Quelle (und damit sehr wahrscheinlich die Chronik des Theophilos) wird jedenfalls eine nicht unwichtige Rolle gespielt haben.

#### Aufbau und Inhalt

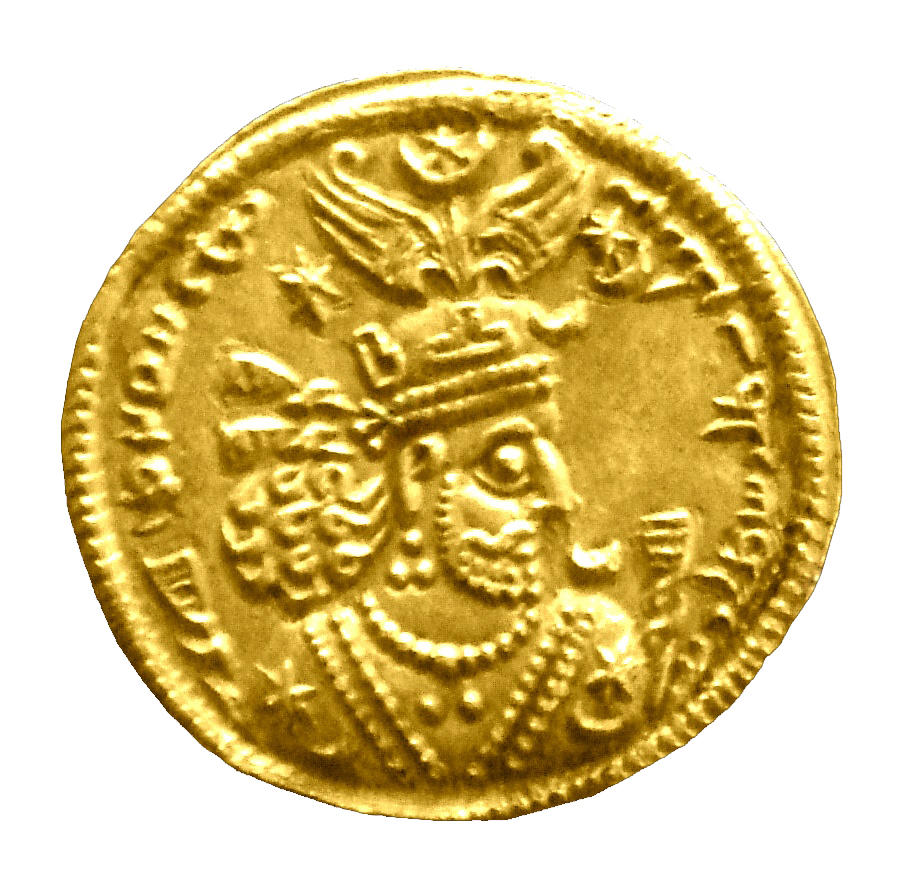
Darstellung des Sāsānidenkönigs Chosrau II. auf einer persischen Münze. Mit seiner Regierungszeit begann wohl die Chronik des Theophilos.

Nicht eindeutig abgrenzbar ist der Zeitraum, den die Chronik des Theophilos behandelt hat. Die früher teils verbreitete These, in einer anderen maronitischen Chronik sei Material aus dem Geschichtswerk des Theophilos eingeflossen, wird heute abgelehnt. Vereinzelt wurde erwogen, dass sie vom „Beginn der Schöpfung“ ausgehe, wie die Chronik des Georgios Synkellos, was aber sehr unwahrscheinlich ist. Aufgrund verschiedener Übereinstimmungen geht Robert G. Hoyland, der erstmals eine umfassendere quellenkritische Sichtung des Materials zu Theophilos vornahm, davon aus, dass die Chronik etwa im Jahr 590 begann und ca. 754/55 endete. Auch andere Forscher haben sich in diesem Sinne geäußert, beispielsweise James Howard-Johnston. Der Anfangspunkt deckt sich demnach mit dem Beginn der Herrschaft des Sāsānidenkönigs Chosrau II., des letzten bedeutenden Perserkönigs, der auch in der orientalischen Überlieferung eine wichtige Rolle spielt. Dazu würde passen, dass etwa der spätantike Geschichtsschreiber Johannes von Epiphaneia in seinem heute bis auf ein Fragment verlorenen Geschichtswerk die Zeit bis Chosrau dargestellt hat. Möglicherweise wollte der hellenophile Theophilos, der laut Agapios besonders die Darstellung eigener Beobachtungen betonte, in gewisser Weise an die spätantiken Geschichtsschreiber anknüpfen, die besonderen Wert auf das seit Thukydides zentrale Autopsieprinzip legten. Das Ende des Werks wiederum deckt sich mit dem Regierungsantritt des Kalifen al-Mansur (754), des Gründers von Bagdad, in dessen Regierungszeit sich die Abbasidenherrschaft stabilisierte. Dies könnte Theophilos als passendes Abschlussdatum erschienen sein.
Das Werk ist anscheinend nicht streng annalistisch aufgebaut gewesen. Theophilos legte wenig Wert auf die exakte Datierung der einzelnen Ereignisse, so dass Theophanes Probleme gehabt zu haben scheint, einzelne Vorgänge einem bestimmten Jahr zuzuordnen. Allerdings war das Material chronologisch geordnet. Wahrscheinlich datierte Theophilos wie die meisten syrischen Chronisten nach der seleukidischen Ära und fügte in diesem Rahmen Angaben zu wichtigen Ereignissen sowie Herrschaftsjahre der Kaiser und später der Kalifen hinzu.
Welche Geschehnisse in der Chronik geschildert wurden, ist im Einzelfall schwer zu sagen. Durch Vergleich der Darstellung des Theophanes mit den erwähnten syrischen und arabischen Werken kann zwar mit ziemlicher Sicherheit herausgearbeitet werden, welche Berichte Theophanes, Dionysius bzw. die späteren syrischen Geschichtsschreiber und Agapios übernommen haben, doch gestattet Nichterwähnung oder verzerrte Darstellung eines Vorgangs in diesen Quellen nicht den Schluss, dass Theophilos ihn übergangen hat. Vielmehr ist davon auszugehen, dass die ursprüngliche Chronik viel detaillierter war als alle ihre späteren Auswertungen. Der Anteil der Byzanz betreffenden Ereignisse dürfte erheblich niedriger gewesen sein als derjenige der Ereignisse im orientalischen Raum bzw. später im Kalifat. Der räumliche Schwerpunkt war der nordsyrische Raum und Mesopotamien. Die jeweiligen Autoren haben offenbar die ausführlichere Vorlage je nach ihrem Interesse an einzelnen Episoden teilweise stark gekürzt. Dies beweisen inhaltlich weitgehend übereinstimmende Passagen zu bestimmten Ereignissen, die aber unterschiedlich detailliert geschildert werden, obwohl die Basis die gleiche Darstellung war, die auf Theophilos zurückgeführt werden kann. So berichtet beispielsweise Theophanes detailliert über die Schlacht von Phoinix 655 und deren Vorgeschichte, welche die syrischen Quellen nur kurz behandeln, obwohl, wie der Bericht des Agapios beweist, beide Überlieferungen auf der Chronik des Theophilos fußen. Im Gegenzug interessierten sich die syrischen Chronisten bei der Darstellung der Zeit der arabischen Eroberungen mehr für Ereignisse im Kalifat (wie etwa den ersten Bürgerkrieg 656), über die Theophanes eher knapp berichtet.
Bisweilen scheinen die Auswerter der Chronik tendenziöse Bearbeitungen vorgenommen zu haben. So wird die Entmachtung der Brüder Kaiser Konstantins IV. und die darauf folgende angebliche Verschwörung gegen ihn bei Theophanes und in den auf Theophilos basierenden orientalischen Quellen vollkommen unterschiedlich dargestellt. Während bei Theophanes der Eindruck entsteht, Konstantin habe seine Alleinherrschaft durchsetzen wollen, wird in den syrischen Berichten die gemeinsame Herrschaft der drei Brüder hervorgehoben; erst später habe Konstantin die Brüder entmachtet, um die Nachfolge seines Sohnes, des späteren Kaisers Justinian II. zu sichern. Aufgrund von Ähnlichkeiten der Darstellung bei Theophanes mit Berichten in den syrischen Quellen ist davon auszugehen, dass Theophanes den Text seiner Vorlage wenigstens teilweise bearbeitete und Umstellungen vornahm. Dies gilt nicht allgemein, denn oft übernahm Theophanes das Material wohl recht wörtlich aus seiner jeweiligen Quelle. Seine Vorlagenverarbeitung ist in der Forschung bis heute umstritten, doch steht fest, dass er den Erzählstoff zumindest teilweise gezielt arrangierte sowie eigene Standpunkte einfließen ließ und somit seine Vorlage nicht immer getreu wiedergab. Ein Beispiel für seine bisweilen sehr subjektive Darstellung ist die Schilderung der ikonoklastischen Kaiser der syrischen Dynastie, vor allem Leon III. und Konstantin V., die militärisch erfolgreich waren, bei Theophanes aber aufgrund ihrer Religionspolitik einseitig sehr negativ dargestellt werden. Die syrischen Autoren und Agapios hingegen scheinen die Originalaussagen der Chronik allgemein genauer wiederzugeben.
Nach heutigem Forschungsstand können mehrere Schilderungen bei den oben erwähnten Geschichtsschreibern mit recht großer Wahrscheinlichkeit auf die Chronik des Theophilos als ursprüngliche Quelle zurückgeführt werden. Im Folgenden wird ein kurzer Überblick zu den übereinstimmenden Passagen bei Theophanes, Michael Syrus, der Chronik von 1234 sowie Agapios gegeben. Die Zuordnung von übereinstimmenden Passagen ist allerdings für die Ereignisse vor den 630er Jahren ungewiss, da hier erhebliche Unsicherheiten hinsichtlich der Herkunft und Überlieferung des Materials bestehen. Hinzu kommt, dass sich Theophanes für das frühe 7. Jahrhundert sowie teilweise für die Zeit nach ca. 678 zusätzlich auf andere Quellen stützen konnte, während Dionysius ebenfalls zusätzliche Informationen bot.
In der Chronik hat Theophilos wohl seinen persönlichen Standpunkt einfließen lassen und Wertungen vorgenommen, doch gibt es bemerkenswerterweise keine Anzeichen für christliche Kritik an der islamischen Herrschaft im Orient. Theophilos schilderte Siege ebenso wie Niederlagen der Byzantiner, ohne etwas absichtlich zu beschönigen, obwohl die Religionspolitik der Kaiser nicht immer seine Zustimmung gefunden haben dürfte. Als im Kalifat lebender Chronist war er in der Lage, eine weitgehend beiden Seiten Rechnung tragende Darstellung zu bieten. Er hat vor allem die politische Geschichte geschildert, wobei er mehrere anekdotische Episoden einflocht (siehe unten). Hinzu kamen Berichte über ungewöhnliche Ereignisse wie Naturkatastrophen (z. B. Erdbeben) oder eine Sonnenfinsternis.
- 590: Der Sāsānidenkönig Chosrau II. wurde von dem Usurpator Bahram Tschobin vom Thron verdrängt, bevor er mit byzantinischer Unterstützung im Jahr 591 wieder an die Macht gelangte. Die folgenden Jahre waren von einem Ausgleich zwischen Byzanz und Persien bestimmt, bevor Kaiser Maurikios, der Gönner Chosraus, im Jahr 602 ermordet wurde.[58]
- 602/603 bis 628/30: Der „letzte Krieg der Antike“ (Howard-Johnston) zwischen Byzanz und Persien. 603 eröffnete Chosrau II. die Kampfhandlungen. Persische Truppen eroberten bis 619 Syrien und Ägypten. 622 begann der byzantinische Gegenstoß unter Kaiser Herakleios, der Ende 627 in der Schlacht bei Ninive siegte. Kurz darauf wurde Chosrau von seinem Sohn Kavadh Siroe gestürzt und ermordet; es folgte ein Friedensvertrag zwischen Byzanz und Persien.[59] Theophilos scheint die erste Phase des Krieges eher knapp behandelt zu haben, dafür die Zeit ab 622 deutlich detaillierter; vermutlich hat ihn vor allem der erfolgreiche Gegenschlag des Herakleios beeindruckt. In diesem Zusammenhang brachte Theophilos drei Zusätze ein, die speziell Edessa betrafen (Aufstand des Narses, persische Repressalien und schließlich die Wiederherstellung der byzantinischen Herrschaft).[60]
- Mohammed und der Beginn der arabischen Expansion ab ca. 633/34:[61] Theophilos berichtete alles in allem recht korrekt über Mohammed und seine religiöse Botschaft,[62] ohne erkennbare anti-islamische Polemik. Er schilderte anschließend die arabischen Eroberungen. Theophilos’ Darstellung ist in drei Teile unterteilt: 1.) Der Verlust Syriens und Palästinas; 2.) Die arabische Eroberung Mesopotamiens und Ägyptens; 3.) Der Besuch des Kalifen Umar in Jerusalem und weitere Vorstöße der Araber. In diesem Teil der Chronik weitete sich der geographische Horizont der Darstellung. Theophilos ging relativ detailliert auf die Eroberung Ägyptens ein und erörterte die Lage im byzantinischen Nordafrika. Er schilderte auch die arabische Eroberung von Damaskus (im Jahr 635)[63] und das Ende des Sāsānidenreichs (642 bzw. 651).
- Die Eroberung von Rhodos (654) und die Schlacht von Phoinix (655): Nach der Eroberung der Insel Rhodos sollen die Araber das Metall des umgestürzten Kolosses von Rhodos einem jüdischen Händler aus Edessa verkauft haben.[64] Es folgte die anekdotisch ausgeschmückte Vorgeschichte der Schlacht bei Phoinix: die Geschichte der „Söhne des Bukinator“, die im phönikischen Tripolis einen Emir erschlugen, christliche Gefangene befreiten und arabische Schiffe in Brand setzten. Georg Ostrogorsky erblickte darin Elemente eines volkstümlichen Heldenepos.[65] Anschließend wurde die Schlacht geschildert, in der die byzantinische Flotte unter Kaiser Konstans II. eine vernichtende Niederlage erlitt, worauf Byzanz die Seeherrschaft im östlichen Mittelmeer für einige Zeit einbüßte.[66]
- Innerarabische Konflikte im Kalifat: die Ermordung des Kalifen Uthman ibn Affan (656) und der anschließende erste Bürgerkrieg im Kalifat. Schilderung der folgenden Ermordung Alis und des Übergangs der Herrschaft an das Haus der Umayyaden im Jahr 661.[67] In diesem Teil wich die Deutung einiger Hintergründe bei Theophilos von der traditionellen islamischen Darstellung ab.[68]
- Es folgte die Darstellung der anschließenden Ereignisse in Byzanz und im Kalifat im späten 7. und im frühen 8. Jahrhundert. Der Schwerpunkt lag auf den militärischen Auseinandersetzungen der beiden Reiche. So wurden arabische Feldzüge, darunter die Expansion in Nordafrika und zwei erfolglose Belagerungen Konstantinopels (674 bis 678 sowie 717 bis 718), recht ausführlich geschildert. Das Chasarenreich als neue Macht nördlich des Kaukasus wurde ebenfalls erwähnt. Auch über innenpolitische Entwicklungen in beiden Reichen wurde berichtet, wobei sich Theophilos über die Vorgänge im Kalifat besser unterrichtet zeigte. Eingeflochten waren Schilderungen von Himmelserscheinungen (darunter eine Sonnenfinsternis 693), die wohl das astronomische Interesse des Theophilos reflektieren, und Erwähnungen von Fluten, Erdbeben und Seuchen. Weitere Themen waren der Bau der großen Moschee in Damaskus sowie die Verwirrungen bezüglich des genauen Osterdatums.[69]
- Den Schlussteil bildeten der erneute arabische Bürgerkrieg und der Aufstieg der Abbasiden (744 bis ca. 754/55). Berichtet wurden die Sichtung eines Kometen und Aufstände in mehreren Städten im Kalifat 745 bzw. 745/46 sowie der Beginn des Aufstands von Abu Muslim im östlichen Iran (747). Ein schweres Erdbeben erschütterte Syrien und Palästina im gleichen Jahr, in dem Abu l-Abbas as-Saffah zum Kalifen ausgerufen wurde (749). Im folgenden Jahr unterlag der Umayyadenkalif Marwan II. in einer Schlacht am Fluss Zab und wurde auf der Flucht getötet. Er berichtet über die Ermordung zahlreicher Umayyadenanhänger, vergebliche Aufstände gegen die Abbasiden und byzantinische Vorstöße auf arabisches Territorium (750/51). Al-Mansur wurde zweiter Abbasidenkalif (754) und ließ Abu Muslim beseitigen (755).[70]

#### Bewertung
Eine Beurteilung der Chronik des Theophilos ist wegen der ungünstigen Überlieferungslage mit erheblichen Schwierigkeiten verbunden, zumal große Teile des Werks verloren und nicht rekonstruierbar sind. Dennoch lassen sich bestimmte Charakteristika bestimmen. Im Vordergrund stand die politische Geschichte; der Kirchengeschichte schenkte der Chronist wenig Beachtung. Militärische und diplomatische Vorgänge scheinen Theophilos besonders interessiert zu haben. Die nicht streng annalistisch aufgebaute Chronik bot außerdem eine recht breite Darstellung innenpolitischer Vorgänge in Byzanz, mehr aber noch im Kalifat. Hinzu kamen einige Zusätze zur Lokalgeschichte Edessas und Exkurse, beispielsweise zu Naturphänomenen, dem Bau von Moscheen und Kirchen sowie zu Katastrophen. Theophilos hatte anscheinend eine Vorliebe für Anekdoten zu Themen wie politischen Intrigen in Edessa während der persischen Besatzung, der Belagerung von Konstantinopel (626) oder der Vorgeschichte der Schlacht bei Phoinix. Die Chronik stellte in erster Linie eine Geschichte des Vorderen Orients für den Zeitraum von ca. 590 bis ca. 755 dar und war vor allem auf den syrisch-mesopotamischen Raum konzentriert; nur Ereignisse im östlichen Mittelmeerraum wurden noch beachtet. Das Werk scheint, berücksichtigt man die Aussagen späterer Benutzer, alles in allem relativ zuverlässig gewesen zu sein.
James Howard-Johnston hat hinsichtlich des 7. Jahrhunderts auf Übereinstimmungen mit anderen Darstellungen aufmerksam gemacht, wobei Theophilos Zusatzinformationen von teils eher lokaler Bedeutung bot. Howard-Johnston wies darauf ihn, dass Theophilos bei der Beschreibung des 603 ausgebrochenen großen Perserkriegs teilweise selektiv vorging und vor allem seiner Heimatregion Beachtung schenkte, den armenischen Kriegsschauplatz jedoch kaum behandelte und nur sehr kurz auf die Eroberung Ägyptens durch die Perser einging. Andererseits ist die Chronik nicht schwerpunktmäßig auf Edessa ausgerichtet gewesen, da sich über die Heimatstadt des Chronisten nur relativ wenig in den Darstellungen der späteren Benutzer seines Werks findet; es ist freilich möglich, dass diese Passagen wegen ihrer begrenzten Relevanz nicht übernommen wurden. Im ersten Teil der Chronik unterliefen dem Geschichtsschreiber sachliche Fehler; beispielsweise erhielt der persische Feldherr Farruchan seinen Beinamen Schahrbaraz in Wirklichkeit erst nach Beginn der Kampfhandlungen mit Byzanz und die Perser eroberten Chalkedon schon 615, nicht wie in Theophilos’ Chronologie erst nach der Eroberung Alexandrias (619). In der Schilderung der nachfolgenden arabischen Expansion kommen ebenfalls Fehler vor (vor allem hinsichtlich der ersten Phase der arabischen Eroberungen in Syrien und Ägypten), die vielleicht auf die Vermischung von Informationen aus verschiedenen Quellen zurückzuführen sind. Ansonsten bietet Theophilos aber auch viele Übereinstimmungen mit anderen Quellen und einige zuverlässige Ergänzungen.
Für die nachfolgende Zeit ab der 2. Hälfte des 7. Jahrhunderts finden sich in der Darstellung kaum noch sachliche Irrtümer. Die Chronik wurde zuverlässiger, je weiter die Schilderung voranschritt, und vermittelte vor allem für diesen Zeitraum wichtige Informationen über die Ereignisse im Vorderen Orient. Das Geschehen weiter im Norden (Kaukasusraum und die jenseitige Steppe) oder Osten (Transoxanien) fand wenig Beachtung. Im Mittelpunkt standen das große Ringen zwischen Byzanz und dem Kalifat sowie innenpolitische Vorgänge wie die innerarabischen Bürgerkriege. Theophilos wollte anscheinend eine Darstellung von den dramatischen Veränderungen im frühen 7. Jahrhundert bis in seine Zeit bieten, da es an einer solchen mangelte. Aufgrund seiner hellenophilen Haltung ist es nicht unwahrscheinlich, dass er sich in gewisser Hinsicht in der Nachfolge der spätantiken Geschichtsschreiber sah. Er war allerdings mit einer streckenweise ungünstigen Quellenlage konfrontiert, für die entferntere Vergangenheit standen ihm nur relativ wenige Quellen zur Verfügung. Hierauf sind wohl einige seiner Unstimmigkeiten zurückzuführen.
Die Chronik des Theophilos ist trotz gewisser Mängel von großer Bedeutung für die Kenntnis der Geschichte des Vorderen Orients im 7. Jahrhundert und in der ersten Hälfte des 8. Jahrhunderts. Mehreren Autoren hat sie direkt oder indirekt als wichtige Quelle gedient. Hoyland betont, dass man den Austausch historischer Informationen zwischen der christlichen und der islamischen Seite bereits im 8. Jahrhundert nicht unterschätzen sollte. Dies betrifft vor allem christliche Geschichtsschreiber, die unter islamischer Herrschaft lebten und in direktem Kontakt mit Muslimen standen, wie das Beispiel des Theophilos zeigt. Die recht beachtliche historiographische Tradition syrischsprachiger Christen dürfte die islamischen Geschichtsschreiber beeinflusst haben.

## Übersetzungen
- Robert G. Hoyland (Hrsg.): Theophilus of Edessa’s Chronicle and the Circulation of Historical Knowledge in Late Antiquity and Early Islam (Translated Texts for Historians 57). Liverpool University Press, Liverpool 2011. [Englische Übersetzung von Passagen bei Theophanes, Agapios, Michael Syrus und der Chronik von 1234, die auf der Chronik des Theophilos beruhen sollen.]